# تحرير إسماعيل الكيلاني
تحرير إسماعيل أحمد الكيلاني (1926 - 2009)، طبيب وجراح عراقي منح لقب الأستاذ في الجراحة سنة 1970 من قبل جامعة بغداد.

## ولادته ودراسته
ولد تحرير الكيلاني في مدينة هيت سنة 1926، ودرس الابتدائية في مدارسها ثم المتوسطة في متوسطة الرمادي، ثم انتقل لبغداد لمواصلة دراستهِ في الثانوية المركزية سنة 1943، ودخل كلية الطب في بغداد وتخرج منها سنة 1949، وحصل على الاختصاص من كلية الجراحين الملكية في إدنبرة سنة 1956، وبعدها من كلية الجراحين الملكية في لندن سنة 1958. وهو زميل كلية الجراحين لأمراض الجهاز الهضمي والقولون في نيويورك سنة 1971. وشغل منصب أستاذ الجراحة في كلية الطب في جامعة بغداد من 4 تشرين الأول 1958 إلى نهاية سنة 1977.
وهو أول طبيب عراقي ادخل إلى مستشفيات العراق عملية علاج قرحة الاثنا عشر بفصل العصب الناتئة من تفرعاته سنة 1973. وقد طور عملية غلق شفوية القولون وأجراها على العديد من المرضى والجرحى.

## البحوث والدراسات
اشترك في كثير من المؤتمرات الطبية ونشر الكثير من البحوث العلمية في المجلات الطبية العالمية ومنها:
- السرطان في الأطفال، سنة 1962.
- سرطان الثدي، سنة 1966.
- فتح الحجاب الحاجز، سنة 1966.
- العلاج الجراحي لقرحة الاثنا عشر، سنة 1966.
- حصاة المرارة والتهاب المرارة، سنة 1967.
- سرطان المستقيم، سنة 1979.

## وفاته
توفى تحرير الكيلاني في بغداد، عام 1431 هـ/2009م.